# Jacquot de Nantes
Jacquot de Nantes es una película francesa dirigida por Agnès Varda y estrenada en 1991. Constituye un homenaje a Jacques Demy. La directora francesa ya nos ha enseñado su profunda sensibilidad en películas como: Le créatures (1966) y Le Boheur (1965). En esta oportunidad, nos retrata la infancia y adolescencia de su esposo, descubriendo ante nosotros una existencia llena de sorpresa y entusiasmo por las imágenes y el movimiento. El tono existencialista está presente, el terror a la violencia y a la muerte.
Al mejor estilo de un fenomenólogo, la directora nos enseña a ver de nuevo el mundo. Construyendo un nuevo mundo, el del arte, en medio de la precariedad y la guerra. Como si en todo caso fuese menester crear, como si el arte nos salvara de algo, de nuestra terrible condición humana que se infecta de barbarie. Es sin duda un canto a la esperanza, a la vida, esa vida íntima e intensa que se da en momentos sencillos, con la luz de lo que acontece verdaderamente.

## Argumento
Evocación de la infancia de Jacques Demy entre 1939 y 1949 en Nantes dónde, educado en un garaje, soñaba con llegar a ser cineasta. Compra una pequeña cámara y empieza a hacer sus primeras obras.